# اتحاد بيت حانون
نادي اتحاد بيت حانون الرياضي هو نادي من فلسطين من أندية قطاع غزة الرياضية تأسس عام 1994 . وهو من أندية شمال قطاع غزة وبالخصوص من بيت حانون .

## الإنجازات
- دوري قطاع غزة الدرجة الأولى (1):[1]
  - 2018–19
- دوري قطاع غزة الدرجة الثانية (1):
  - 2017–18